# Chalkogenide

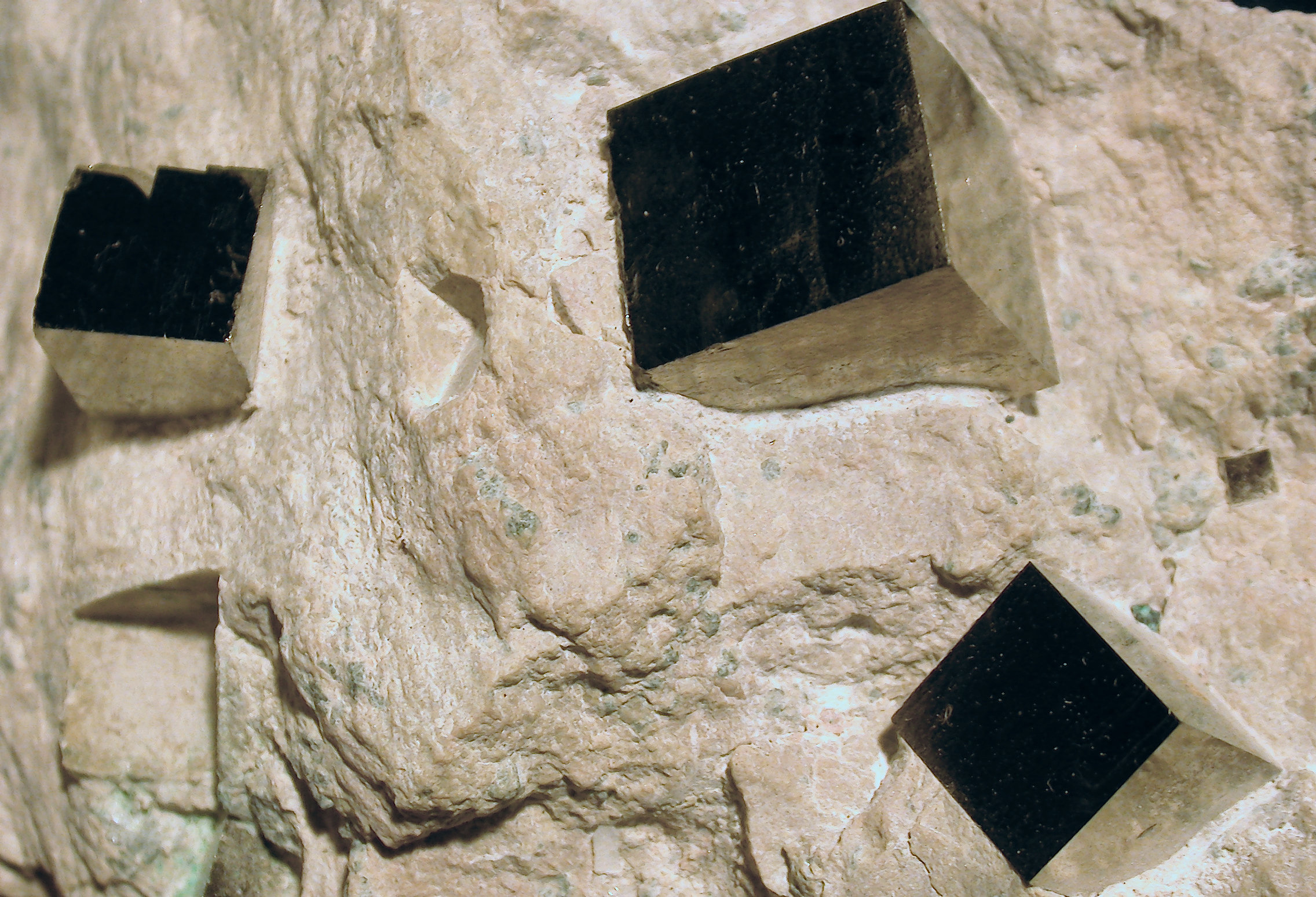
Pyritwürfel im Muttergestein, Pyrit als ein Eisensulfid ist ein typisches Chalkogenid und von Bedeutung z. B. für die chemische Evolution

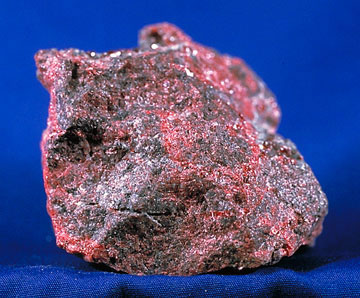
Das Mineral Zinnober (Cinnabarit), chemisch: Quecksilbersulfid, gehört zu den Chalkogeniden. Es wird als Pigment verwendet

Chalkogenide sind chemische Verbindungen aus einem oder mehreren Chalkogen-Elementen (Sauerstoff, Schwefel, Selen und Tellur) als formale Anionen mit Metallen oder stärker elektropositiven Elementen (Arsen, Germanium, Phosphor, Antimon, Blei, Bor, Aluminium, Gallium, Indium, Titan, Natrium) als formale Kationen.

## Unterteilung
Chalkogenide werden daher unterteilt in Oxide, Sulfide, Selenide und Telluride. Sie bilden je nach Bindungspartner gasförmige (wie zum Beispiel Kohlenstoffdioxid) oder flüssige (zum Beispiel Kohlenstoffdisulfid), meist jedoch feste Stoffe. Als Feststoffe können sie dabei, abhängig von der Elektronegativitätsdifferenz, Verbindungen mit ionischem oder kovalentem Charakter bilden. Die Feststoffe treten meist kristallin auf, jedoch können sie auch als amorphe glasartige Materialien hergestellt werden. Formal können sie als Salze der jeweiligen Chalkogenwasserstoffsäure aufgefasst werden (Wasser, Schwefelwasserstoffsäure, Selenwasserstoffsäure, Tellurwasserstoffsäure).

## Bedeutung
Eher ionische Chalkogenide, wie z. B. Eisensulfide oder Cadmiumsulfid, kommen als sulfidische Erze und Mineralien vor und werden z. B. als Pigmente eingesetzt: HgS (Zinnober), CdS (Cadmiumgelb), CdSe (Cadmiumrot), Zinksulfid (Weißpigment).
Technische Bedeutung haben die eher glasartigen Chalkogenide als
- Optische Gläser für den Infrarotbereich: Die Gläser sind transparent im Spektralbereich von 1–14 Mikrometer Lichtwellenlänge. (Ge33As12Se55, Ge30As13Se32Te25, Ge10As40Se50, Ge28Sb12Se60, As40Se60)[3][2][4]
- Beschichtung wiederbeschreibbarer optischer Speichermedien: In Form von Legierungen von Chalkogeniden stellt es das aktive Material bei CD-RWs und DVD-RAMs dar. Dabei wird ausgenutzt, dass sich die optischen Eigenschaften der beiden Phasen (amorph, kristallin) unterscheiden und dass sich stabil per Temperatur (Laser) das Material zwischen beiden Phasen hin- und herschalten lässt (siehe auch Phase-Change-Technik).
- Resistives Element in elektronischem Speicher phase-change random access memory: Ebenfalls in Form von Legierungen von Chalkogeniden stellt es das aktive Material in diesen neuartigen nichtvolatilen Speichern dar. Dabei wird ausgenutzt, dass sich die elektrischen Eigenschaften (elektrischer Widerstand) der beiden Phasen (amorph, kristallin) unterscheiden und dass sich stabil per Temperatur (Strompuls) das Material zwischen beiden Phasen hin- und herschalten lässt.
- Fotoresist in der Fotolithografie